# Futebol Clube de Alpendorada
O Futebol Clube de Alpendorada é um clube português localizado na freguesia de Alpendorada, Várzea e Torrão, concelho de Marco de Canaveses, distrito do Porto. O clube foi fundado em 22 de Maio de 1960 e o seu atual presidente é Américo Costa. Os seus jogos em casa são disputados no Estádio Municipal de Alpendorada.
A equipa de seniores participou, na época de 2021/22 com Renato Coimbra ao leme do clube, na Divisão de Elite da Associação de Futebol do Porto, carimbando a subida ao Campeonato de Portugal de 2022/23, após a conquista do campeonato no principal escalão distrital.
Após 10 anos de ausência nos campeonatos nacionais, a época de 2022/23 é o regresso do FC Alpendorada. O mesmo não termina da melhor maneira e o clube fica na 11ª posição da série B do campeonato de Portugal a 4 pontos da manutenção, tendo sido eliminado na 1ª eliminatória da taça de Portugal pelo USC Paredes.
Época 2023/24 e o regresso à Divisão de Elite da Associação de Futebol do Porto. O Alpendorada fica no 2º lugar na primeira fase, assegurando dessa forma um dos lugares de acesso ao apuramento de campeão. No apuramento de campeão o FC Alpendorada fica na 2ª posição, atrás do campeão SC Coimbrões. Esse segundo lugar permitiu o regresso ao Campeonato de Portugal (4ª divisão nacional) após um ano de ausência. Calika Moreira foi o técnico obreiro do regresso ao Campeoanto de Portugal para a época de 2024/25.

## Futebol

### Histórico (inclui 07/08)
|                  | Nº Presenças | Títulos |
| ---------------- | ------------ | ------- |
| Temporadas na 1ª | 0            |         |
| Temporadas na 2ª | 0            |         |
| Temporadas na 3º | 0            |         |
| Temporadas na 4ª | 3            |         |
| Taça de Portugal | 2            |         |
| Taça da Liga     | 0            |         |

Curiosidades: Na época 2008/09 subida de Divisão pela 2 vez na história do clube ao Nacional da III Divisão.

## Palmarés
- AF Porto Divisão de Elite - Pro-nacional: 1 (2021/22)

## Ligações Externas
- FC Alpendorada blogspot
- AF Porto